# آرثر سانت جون أدكوك
آرثر سانت جون أدكوك (بالإنجليزية: Arthur St John Adcock)‏ (17 يناير 1864، لندن في المملكة المتحدة - 9 يونيو 1930 في المملكة المتحدة)؛ شاعر، كاتب، صحفي وروائي بريطاني.